# Mary M. Crawford
Pour les articles homonymes, voir Crawford.
Mary « Mollie » Crawford, née le 18 février 1884 à Manhattan et morte le 25 novembre 1972 à l'hôpital Midtown de New York, est une chirurgienne américaine.

## Biographie

### Vie personnelle
Mary Merritt Crawford est issue d'une fratrie de huit frères et sœurs.
Peu de temps après son retour de la Première Guerre mondiale, elle épouse Edward Schuster. En janvier 1917, ils ont une fille, future épouse Hans Jaffe.
Le docteur Crawford prend sa retraite en 1949. Elle meurt au New York City's Midtown Hospital le 25 novembre 1972.

### Carrière professionnelle
Mary Crawford obtient un diplôme d'ambulancière en 1904 à l'université Cornell et devient la première femme ambulancière de Brooklyn. Elle passe avec succès son diplôme de médecine en 1907, dans la même université. 
En 1908, elle est recrutée au Williamsburg Hospital de Brooklyn. Elle pose sa candidature à l'examen d'entrée obtient la note la plus élevée face à 35 candidats, tous de sexe masculin. Elle devient alors chirurgienne dans une ambulance à cheval. Plus tard, elle deviendra chirurgienne en chef. Son premier appel d'urgence a lieu le 15 janvier 1908, auprès d'un homme défenestré. Première femme employée dans un service ambulancier, Mary Crawford crée son propre uniforme pour ce travail.
En 1910, le Dr Crawford entre dans un cabinet privé à Brooklyn. Parallèlement, elle travaille à l'hôpital de Williamsburg et noue une longue association avec l'ancien hôpital Booth Memorial.
Au début de la Première Guerre mondiale, elle se rend en France pour servir à l'hôpital américain de Neuilly‐sur-Seine. Après un an, elle rentre aux États-Unis et donne de nombreuses conférences afin de recueillir des fonds pour les hôpitaux français.
Le Dr Crawford créé en 1919 le département médical de la Banque de réserve fédérale, qui comprenait cinq médecins, six infirmières, des techniciens, un dentiste et un hygiéniste oral.
Elle a été administratrice de l'association des anciens élèves de l'université Cornell, quo-créatrice et vice-présidente de American Women's Hospitals Service (en) et présidente de la Cornell Medical College Alumni Association.